# Banane Melba
Pour les articles homonymes, voir Pêche et Melba.
La banane Melba est un dessert constitué de crème glacée au rhum et aux raisins secs, recouverte de rondelles de banane et nappée d'une ganache à la crème et au chocolat.